# Jiří Kotrba
Jiří Kotrba (* 28. Februar 1958 in Písek) ist ein ehemaliger tschechischer Fußballspieler und derzeitiger -trainer bzw. -funktionär.

## Spielerkarriere
Kotrba spielte in seiner Jugend für ZVVZ Milevsko, im Alter von 18 Jahren wechselte er zu FC Bohemians Prag. In der Saison 1977/78 debütierte der Abwehrspieler in der 1. tschechoslowakischen Liga. Im Oktober 1981 ging er für ein Jahr nach Tábor, um dort seinen Wehrdienst abzuleisten. Er kehrte allerdings nicht nach Prag zurück, sondern wechselte zu Dynamo České Budějovice, wo er 1988 seine Karriere beendete. 
In seiner Laufbahn absolvierte der Verteidiger insgesamt 85 Spiele in der 1. tschechoslowakischen Liga, in denen er zwei Tore schoss.

## Trainerlaufbahn
Schon ab 1983 betreute Kotrba noch als aktiver Spieler verschiedene Jugendmannschaften seines Vereins 
Dynamo České Budějovice. 1989 übernahm er als Cheftrainer die Profimannschaft und stieg mit ihr 1991 in die 1. Liga auf. Nach nur einem Punkt aus den ersten fünf Saisonspielen trennte sich der Verein von ihm.
Im Herbst 1991 wurde Kotrba Trainer des abstiegsbedrohten SKP Union Cheb, schaffte den Klassenerhalt jedoch nicht mehr. Er blieb dennoch in Cheb und stieg mit der Mannschaft sofort wieder auf.
Zur Saison 1993/94 wechselte Kotrba zum FK Jablonec in die 2. Liga aber schon Mitte September nahm er das Angebot von Viktoria Žižkov an.
Mit Viktoria Žižkov gewann Kotrba den Tschechischen Pokal und belegte in der Liga den achten Rang. In der Spielzeit 1994/95 führte er die Mannschaft zur Winterpause auf den zweiten Platz, vier Auftaktniederlagen zu Beginn der Rückrunde führten allerdings zu seiner Entlassung.
Kotrba kehrte im Sommer 1995 nach Jablonec zurück und war dafür verantwortlich, dass die nächsten Jahre zu erfolgreichsten Zeit der Vereinsgeschichte zählen. Die Mannschaft wurde 1995/96 und 1996/97 Dritter der Gambrinus Liga und gewann 1997/98 den Tschechischen Pokal. Nach einem schwachen Start in die Spielzeit 1998/99 kam die Trennung.
Kotrba musste nur zwei Monate auf seinen nächsten Job warten und übernahm im November 1998 Dukla Příbram. In Příbram blieb Kotrba fast fünf Jahre und erreichte mit dem vierten Platz 2001 die beste Platzierung in der Geschichte des Vereins. Im Sommer 2001 bekam er ein Angebot Sparta Prag, lehnte aber ab. Nach dem zweiten Spieltag der Saison 2002/03 trat er aus persönlichen Gründen zurück.
Anfang November 2002 übernahm Kotrba das Traineramt bei Sigma Olomouc, wo er aber nur bis zur Winterpause blieb, in der er ein Angebot von Sparta Prag bekam, das er diesmal annahm.
Den Tabellenführer Sparta Prag führte Kotrba zur Meisterschaft 2002/03. In der Folgesaison erreichte er mit der Mannschaft das Achtelfinale der Champions League, in dem Sparta mit 0:0 und 1:4 am AC Mailand scheiterte. Als Ende März 2004 absehbar wurde, dass Sparta ihren Titel nicht würde verteidigen können, wurde Kotrba durch František Straka ersetzt.
In der Winterpause 2004/05 wurde Kotrba Trainer beim 1. FC Brünn, konnte die Ergebnisse der Mannschaft aber nicht entscheidend verbessern. Nach neun sieglosen Spielen zu Beginn der Saison 2005/06 wurde Kotrba entlassen. Er arbeitete anschließend als Leiter der Jugendakademie bei seinem ehemaligen Verein Dynamo České Budějovice.
Anfang 2007 wurde Kotrba als eine Art Retter zu seinem abstiegsbedrohten Ex-Klub Marila Příbram gerufen, aber auch er konnte den Abstieg der Mannschaft nicht mehr verhindern. Im Sommer 2007 wurde er Sportdirektor bei Dynamo České Budějovice.
Im Sommer 2008 übernahm Kotrba zusätzlich das Traineramt bei der tschechischen U21-Nationalmannschaft.

### Erfolge
- Tschechischer Meister 2003 mit Sparta Prag
- Tschechischer Pokalsieger 1994 und 1998 mit Viktoria Žižkov und FK Jablonec